# Táriba
Táriba ist eine venezolanische Stadt, Verwaltungssitz des Municipio Cárdenas, im Bundesstaat Táchira.
Sie wurde im Jahr 1602 von Alfonso Pérez de Tolosa gegründet, auch wenn sie schon ein Treffpunkt der Encomenderos seit Mitte des 16. Jahrhunderts war. Die wichtigste Kirche ist die Basilika Maria Trost. José Rincón Bonilla (1915–1984), Weihbischof in Caracas, wurde in Táriba geboren.
Die 1930 eingeweihte Puente Libertador war ein wichtiger Übergang über den Río Tarbes zwischen Táriba und dem benachbarten San Cristóbal. Nach der Eröffnung der Panamericana verlor sie an Bedeutung.

## Söhne und Töchter der Stadt
- José Rincón Bonilla (1915–1984), Geistlicher
- Justo Galaviz (1954–2013), Radrennfahrer
- José Chacón (* 1977), Radrennfahrer